# Harold Prince
Harold Smith „Hal” Prince (n. 30 ianuarie 1928, New York City, New York, SUA – d. 31 iulie 2019, Reykjavík, Islanda) a fost un producător și regizor de teatru american asociat cu multe dintre cele mai cunoscute musicaluri de pe Broadway ale secolului XX.
Hal Prince a câștigat douăzeci și unu de Premii Tony, mai multe decât orice altă persoană, dintre care opt pentru regie și trei premii speciale, respectiv șase premii Drama Desk, mai multe decât oricine.

## Viața și cariera

### Viață timpurie
Hal Prince s-a născut în New York, fiind fiul lui Harold Smith și Blanche (născută Stern). Părinții lui au divorțat și, după recăsătorirea mamei sale, Hal a adoptat numele tatălui său vitreg, Milton A. Prince, un agent de bursă. După absolvirea Școlii Dwight în New York, el a intrat la Universitatea din Pennsylvania, la vârsta de 19 ani și a absolvit trei ani mai târziu. A făcut un stagiu militar de doi ani în cadrul Armatei Statelor Unite în Germania.

### Carieră
Hal Prince a început să lucreze în teatru ca asistent al regizorului și producătorului George Abbott. Împreună cu Abbott, a co-produs The Pajama Game, care a câștigat Premiul Tony pentru cel mai bun musical în 1955.

## Legături externe
- en Harold Prince la Internet Broadway Database
- en Harold Prince la Internet Off-Broadway Database
- Harold Prince la Internet Movie Database
- Apariții pe C-SPAN
- Harold Prince pe Charlie Rose
- Lucrări de sau despre Harold Prince în biblioteci (catalog WorldCat)
- Harold Prince — știri și comentarii colectate la The New York Times